# Vladan Đorđević

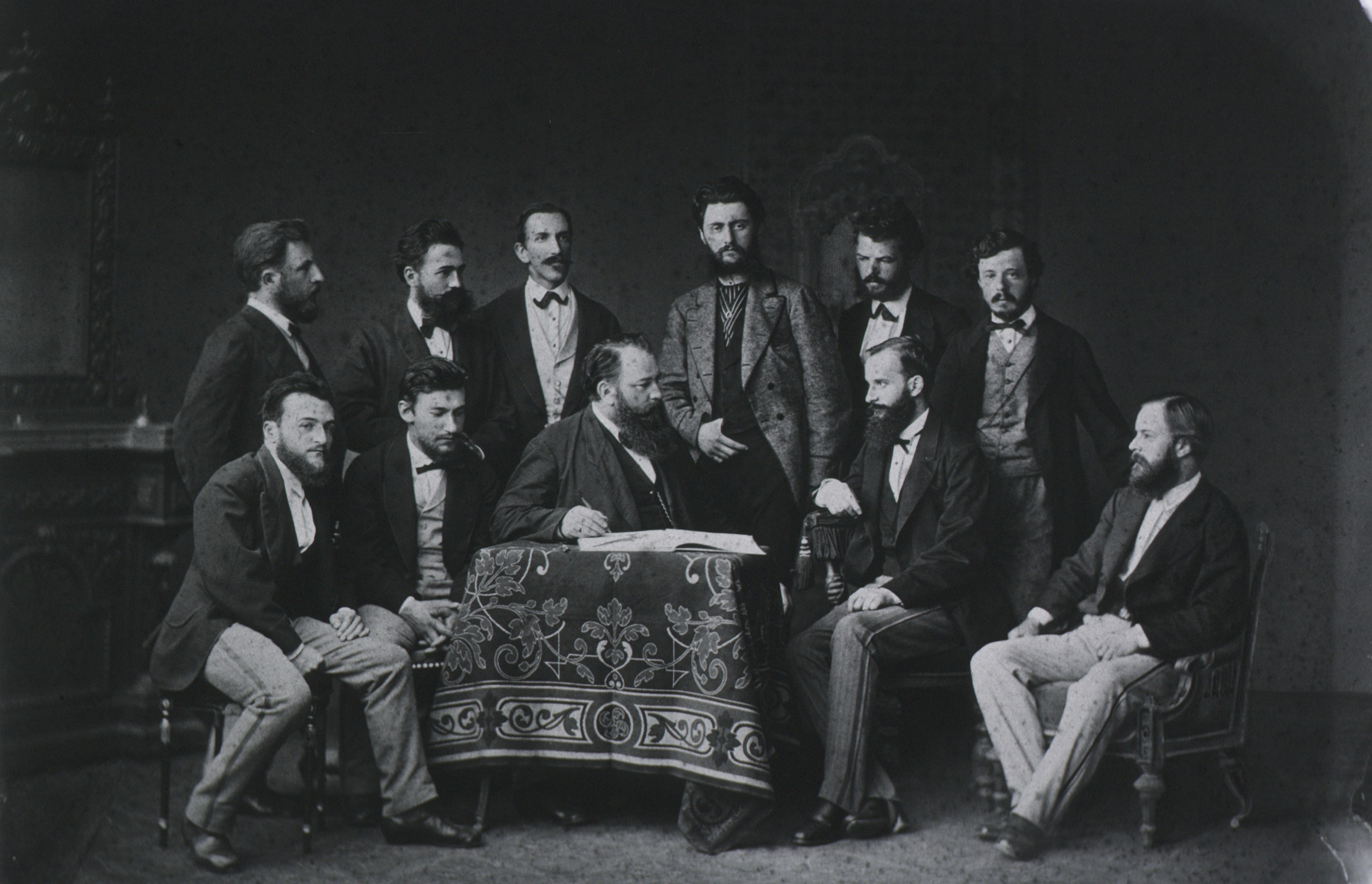
Billroth i jego asystenci, Đorđević stoi czwarty od lewej

Vladan Đorđević (ur. 6 grudnia 1844 w Belgradzie, zm. 1930 w Wiedniu) – serbski lekarz, chirurg, polityk. Studiował w Pradze i Berlinie, przez dwa lata był asystentem w klinice Billrotha. Brał udział w pierwszej i drugiej wojnie francusko-pruskiej. Osobisty lekarz Milana I Obrenowicia. W 1884 był burmistrzem Belgradu. Od 1887 do 1891 minister edukacji.
Jego ojcem był Hećim Gjoka, matką Marija Leko. 

## Wybrane prace
- Geschichte des serbischen Militärsanitätswesens (1879)
- Die Entwickelung der öffentlichen Gesundheitspflege in Serbien seit dem 12. Jahrh. Vortr. Berl. 1883